# 日本国际问题研究所
日本国际问题研究所（英語：Japan Institute of International Affairs）是日本研究国际关系的智库。隶属于日本外务省。

## 历史
1959年12月由吉田茂倡导成立于日本东京都千代田区霞关，吉田茂担任初代社长。它是参照英国查塔姆研究所模式建立，1960年9月成为日本外务省管辖的财团法人，2014年4月与世界经济调查后合并。
研究所定期举办论坛、座谈会以及国际会议，邀请日本专家和国际学者讨论日本外交政策和国际事务。

## 历代会长、理事长
会长
- 吉田茂（1959年12月－1967年10月）
- 代行：鹿岛守之助（1967年10月－1973年6月）
- 鹿岛守之助（1973年6月－1975年12月）
- 代行：植村甲午郎（1975年12月－1976年4月）
- 堀田庄三（1976年4月－1990年2月）
- 代行：岩佐凯实（1990年2月－1991年3月）
- 岩佐凯实（1991年3月－1999年6月）
- 平岩外四（1999年7月－2007年5月）
- 代行：服部礼次郎（2007年5月－2011年4月）
- 西室泰三（2011年4月－2016年6月）
- 代行：三木繁光（2016年6月－2018年6月）
- 冈素之（2018年6月－）

理事長
- 久保田贯一郎（1962年1月－1965年5月）
- 別府节弥（1965年5月－1968年4月）
- 徳永太郎（1968年4月－1969年9月）
- 岛津久大（1969年9月－1973年12月）
- 高桥通敏（1973年12月－1977年10月）
- 大野胜巳（1977年10月－1980年10月）
- 中川融（1980年10月－1984年5月）
- 新关钦哉（1984年5月－1990年4月）
- 松永信雄（1990年4月－1999年3月）
- 小和田互（1999年3月－2003年1月）
- 佐藤行雄（2003年2月－2009年1月）
- 野上义二（2009年2月－2018年6月）
- 佐佐江贤一郎（2018年6月[6]－）